# 德內-葉尼塞語門
德內-葉尼塞語門（Dené–Yeniseian languages），舊作德內-葉尼塞語系，亦作達內-葉尼塞語系或提納-高加索語系，是一個建議中的語言關係，由現時流通於北美洲西北部的納-德內語系與西伯利亞地區中部的葉尼塞河流域的葉尼塞語系合併而成。這種超越語系的語言關係，過去稱為超語系，現在稱為"language phylum"，姑且可以譯為「語門」，即「語言」及|生物學上「門」的意思。它是現時首個在語言學上證明了新舊世界聯繫的見證，亦支持了亞洲及美洲早在哥倫布到達美洲前，就已經有跨海洋的接觸。
有些人，比如Geoffrey Caveney (2014)、 谢尔盖·阿纳托利耶维奇·斯塔罗斯金，说德内-叶尼塞属于汉藏语系。中国的羯胡可能说一种叶尼塞语。愛德華·薩丕爾也说納-德內語系与汉藏语系有关。

德内-叶尼塞语系包括有些西伯利亚和美洲的语言

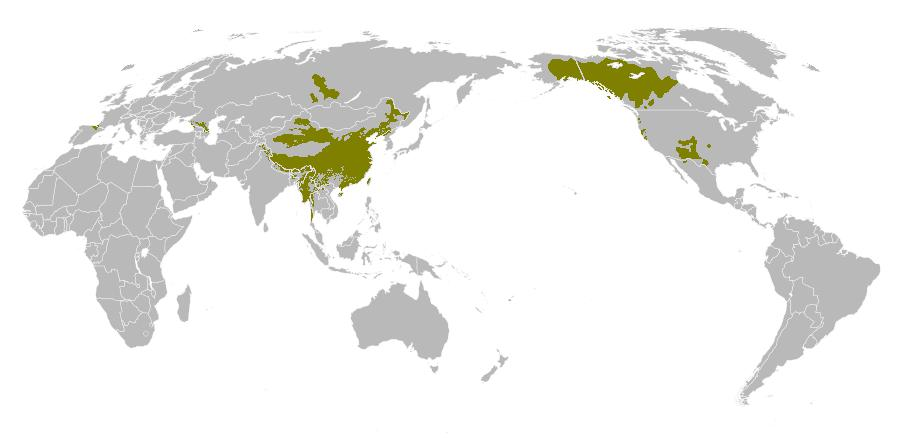
可能的德內-高加索語系，包括中国语言、美国原住民、以及有些欧洲语言

## 證明
在2008年3月，美国西華盛頓大學的愛德華·瓦伊達總結了他十年內的研究，基於構詞法及原始語的重建，他確定納-德內語系及葉尼塞語系這兩個語系確實有關連(Vajda 2008)。在他發表的論文中，建議把納-德內語系及葉尼塞語系合併成為「德內-葉尼塞語系」。這個建議，得到相當多位納-德內語系方面或葉尼塞語系方面的語言學專家支持。這些專家計有：Michael Krauss、Jeff Leer、James Kari及Heinrich Werner。另外還有專於其他語言，但同樣被受推崇的語言學家，例如：伯纳德·科姆里、Johanna Nichols、Victor Golla、Michael Fortescue及艾里克·P·汉普。
除了找出葉尼塞語系和納-德內語系的關連以外，這次會議亦解決了先前遺留在納-德內語系分類的一個問題：透過比較海达语和其他兩個語系的各種語言，會議結論出這種語言確實與納-德內諸語言並沒有關連。
曾有提議：基於相同的例證，這個語系尚可以包括布魯夏斯基語（位於巴基斯坦北部山區）、漢藏語系及北高加索語系，以組成更大的德內-高加索語系或漢-高加索語系。不過，這個提議的支持論據並未得到嚴格的查證，所以尚有商榷的餘地。而在會議中，Vajda表示他並未有在這三個語系的語言裡，找到與納-德內語系及葉尼塞語系相關連的語素對應。

## 發展歷史
最早有關「德內-葉尼塞語系」的文獻在1998年刊登，當時Merritt Ruhlen在一份同行評審的期刊《Proceedings of the National Academy of the Sciences》提出；另一方面，Michael Fortescue亦獨立地在他的新作《Language Relations Across Bering Strait》裡提出這個語系存在的可能。Fortescue在書的第一頁這樣寫：
I have attempted throughout to find a middle way between the cavalier optimism of 'lumpers' and the pessimism of orthodox 'splitters' on the matters of deep genetic relationship between the continents.
最後，Johanna Nichols在這個德內-葉尼塞語的會議裡分享了另一批學者的意見，主要是從語言類型論 (linguistic typology)的方向去研究。

## 分類
|  | 特林吉特語                                                |
|  |                                                           |
|  | \| \| 埃雅克語 \| \| \| \| \| \| 阿薩巴斯卡語 \| \| \| \| |
|  |                                                           |
|  | 埃雅克語                                                  |
|  |                                                           |
|  | 阿薩巴斯卡語                                              |
|  |                                                           |

|  | 埃雅克語     |
|  |              |
|  | 阿薩巴斯卡語 |
|  |              |

|  | 特林吉特語                                                |
|  |                                                           |
|  | \| \| 埃雅克語 \| \| \| \| \| \| 阿薩巴斯卡語 \| \| \| \| |
|  |                                                           |
|  | 埃雅克語                                                  |
|  |                                                           |
|  | 阿薩巴斯卡語                                              |
|  |                                                           |

|  | 埃雅克語     |
|  |              |
|  | 阿薩巴斯卡語 |
|  |              |

## 批評
反對德內-葉尼塞語門的學者認為：提出各種「超語系」概念的學說都利用到一種名為「大规模比较法」或「多邊比較」（multilateral-comparison）的方法，而這種方法並非正式的方法（an unorthodox method），內裡其實是人類語言學家的分離主義思想（schism）的影響下對喜好的語言的任意劃分。

## 參看
- 古亚细亚语系

### 一般參考
- Rubicz, R., Melvin, K.L., Crawford, M.H. . Human Biology. 2002, (43(6)): 743–60.
- Ruhlen, Merritt (1998). "The Origin of the Na-Dene". Proceedings of the National Academy of Sciences of the United States of America. 95(23):13994-6.
- Fortescue, Michael (1998). Language Relations across Bering Strait: Reappraising the Archaeological and Linguistic Evidence. London and New York: Cassell.
- Vajda, Edward.  (PDF). 2008  [2008-08-11]. （原始内容 (PDF)存档于2009-04-19）.
- Wilson, Joseph A.P. . Critique of Anthropology. 2008, (28(3)): 267–78.
- . Alaska Native Language Center, University of Alaska, Fairbanks. （原始内容存档于2009-05-26）.

## 外部連結
- [偈人及其他叶尼塞人群].[永久]
- March 24, 2012 Dene-Yeniseian Workshop, University of Alaska Fairbanks, sponsored by ANLC; lecture by Ed Vajda and other papers now available via ANLC and YouTube.
- Ordering information and news items for The Dene–Yeniseian Connection.
- Table of contents and ordering information for The Dene–Yeniseian Connection.
- The LINGUIST List MultiTree Project: Dene–Yeniseian Family Trees （页面存档备份，存于）
- "New language research supports land bridge evidence" Anchorage Daily News
- Dené–Yeniseian Swadesh lists （页面存档备份，存于） (incomplete)